# Die Heiland – Wir sind Anwalt
Die Heiland – Wir sind Anwalt ist eine deutsche Fernsehserie mit Lisa Martinek bzw. Christina Athenstädt in der Hauptrolle. Die Serie handelt von dem Alltag einer blinden Rechtsanwältin und ist von der wahren Geschichte der Berliner Strafverteidigerin Pamela Pabst inspiriert. Sie wird von der Olga Film GmbH produziert.

## Handlung
Die blinde Rechtsanwältin Romy Heiland wird in ihrem ersten Fall mit ihrer Vergangenheit konfrontiert. Ihr Mandant ist ihr ehemaliger Professor, der wegen Vergewaltigung angezeigt wurde. Romy ist fest davon überzeugt, dass ihr Mandant unschuldig ist und versucht alles, um ihn vor dem Gefängnis zu retten.

## Produktion
Die sechsteilige erste Staffel wurde vom 4. September bis zum 9. Oktober 2018 im Ersten ausgestrahlt. Im April 2019 wurde eine zweite Staffel angekündigt. Zwei Monate später starb die Hauptdarstellerin Martinek kurz vor Beginn der Dreharbeiten. Die Reihe wurde mit Christina Athenstädt fortgesetzt; sie spielt seit April 2020 die blinde Anwältin Romy Heiland. Zwischen November 2020 und Juli 2021 wurden dreizehn neue Folgen für die dritte Staffel gedreht. Die erste Folge der neuen Staffel wurde am 2. November 2021 ausgestrahlt. Am 26. September 2022 wurde eine Verlängerung der Serie um eine vierte Staffel mit 13 weiteren Folgen bekannt gegeben, welche ab 25. Oktober 2022 gedreht wurden und vom 29. August bis 12. Dezember 2023 im Fernsehen ausgestrahlt wurden. Im November 2024 wurde bekannt gegeben, dass am 22. Oktober 2024 die Dreharbeiten für die 13-teilige fünfte Staffel gestartet sind, die Dreharbeiten dauerten bis 15. Juli 2025 an, die Ausstrahlung erfolgt ab dem 16. September 2025.

## Besetzung

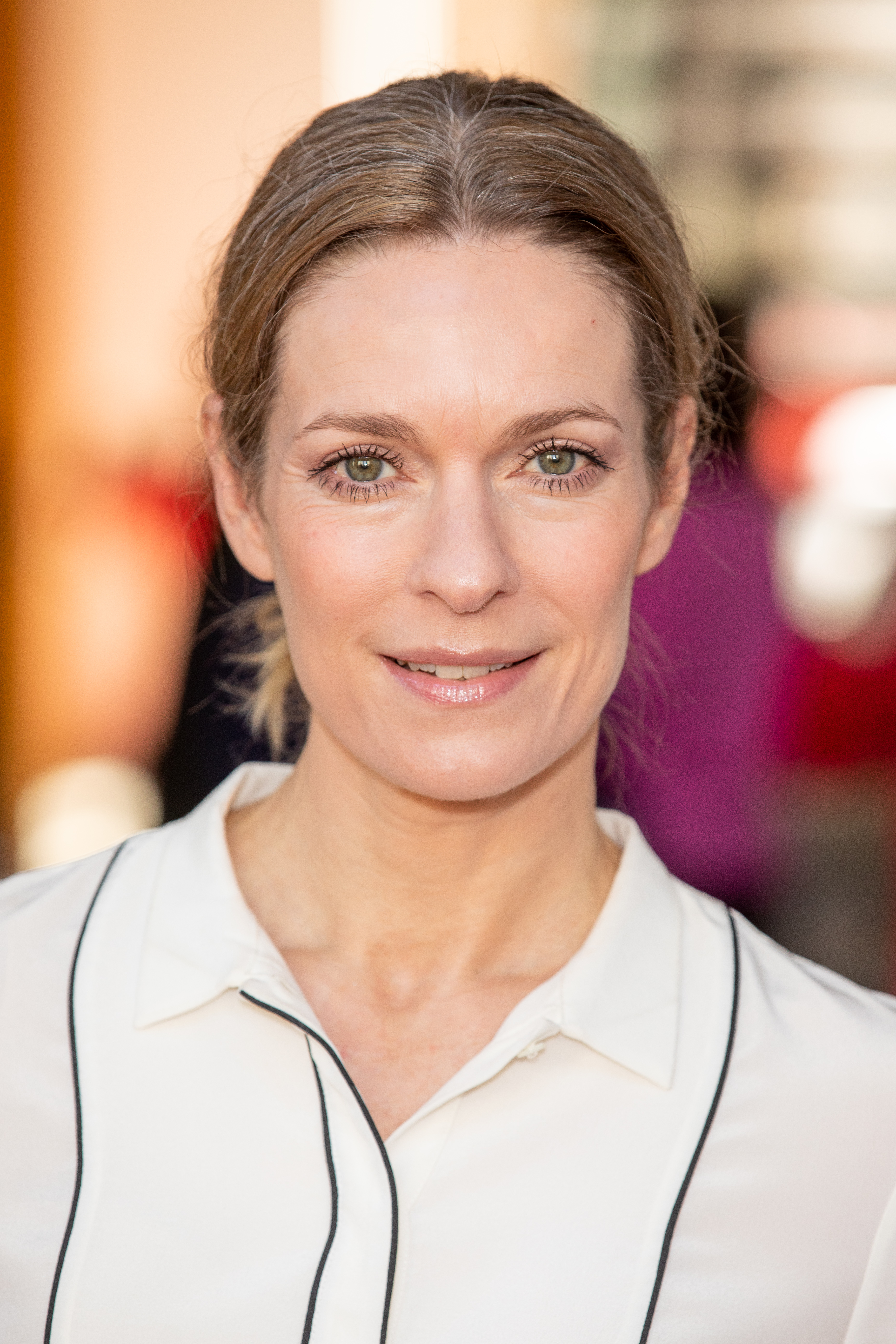
Lisa Martinek spielte Romy Heiland in der 1. Staffel
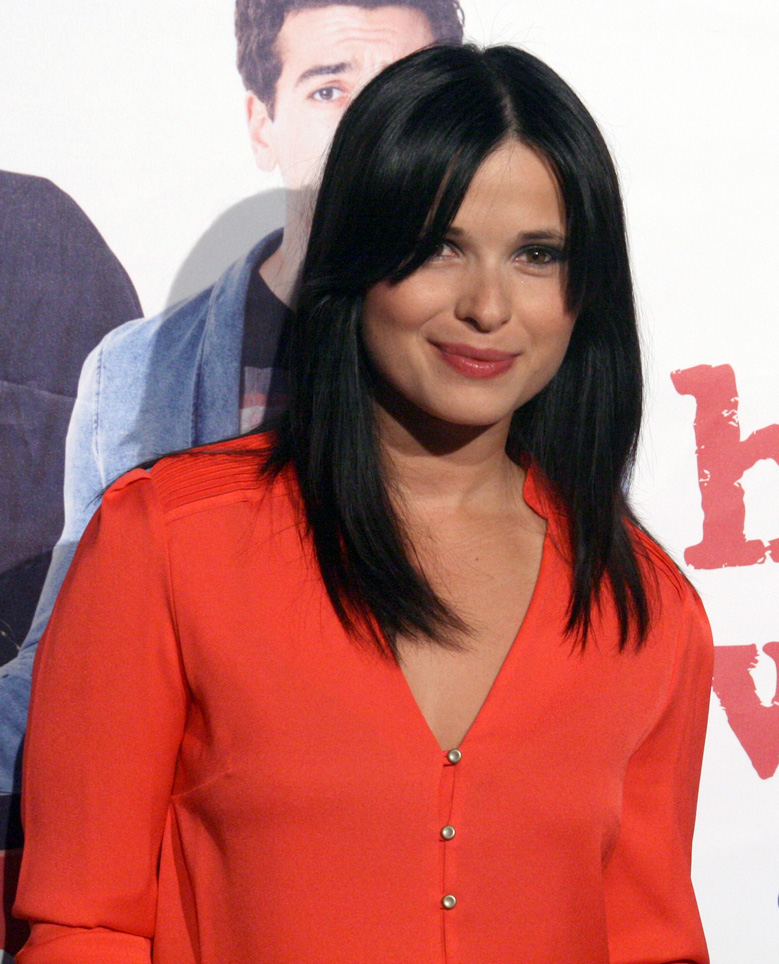
Anna Fischer spielte Ada Holländer, Romys erste Assistentin

### Hauptdarsteller
| Schauspieler         | Rolle           | Episoden | Staffeln | Zeitraum        | Bemerkungen |
| -------------------- | --------------- | -------- | -------- | --------------- | --- |
| Lisa Martinek        | Romy Heiland    | 1–6      | 1        | 2018            | Rechtsanwältin, seit ihrer Geburt blind, Tochter von Karin und Paul Heiland, Ex-Freundin von Ben Ritter, Freundin von Rudi Illic                                                   |
| Christina Athenstädt | Romy Heiland    | 7–       | 2–       | 2020–           | Rechtsanwältin, seit ihrer Geburt blind, Tochter von Karin und Paul Heiland, Ex-Freundin von Ben Ritter, Freundin von Rudi Illic                                                   |
| Anna Fischer         | Ada Holländer   | 1–18, 29 | 1–3, 4   | 2018–2021, 2023 | Assistentin von Romy Heiland, Tochter von Peter und Marlies Holländer, Nichte von Geli Vogel, Schwester von Ringo Holländer, Cousine von Tilly Vogel, Ex-Freundin von Max Baerfeld |
| Rüdiger Kuhlbrodt    | Paul Heiland    | 1–       | 1–       | 2018–           | Pensionierter Richter, Autor, Noch-Ehemann von Karin Heiland, Vater von Romy Heiland, Freund von Jessica                                                                           |
| Peggy Lukac          | Karin Heiland   | 1–       | 1–       | 2018–           | Assistentin von Ben Ritter und Rudi Illic, Noch-Ehefrau von Paul Heiland, Mutter von Romy Heiland                                                                                  |
| Peter Fieseler       | Ben Ritter      | 1–       | 1–       | 2018–           | Rechtsanwalt, Kanzlei-Partner von Rudi Illic, ehemaliger Kanzlei-Partner von Max Baerfeld, Ex-Freund von Romy Heiland, Freund von Nayong Curtis                                    |
| Tim Kalkhof          | Ringo Holländer | 4–       | 1–       | 2018–           | Assistent von Romy Heiland, Sohn von Peter und Marlies Holländer, Neffe von Geli Vogel, Bruder von Ada Holländer, Cousin von Tilly Vogel                                           |
| Aleksandar Jovanovic | Rudi Illic      | 7–       | 2–       | 2020–           | Rechtsanwalt, ehemaliger Staatsanwalt, Kanzlei-Partner von Ben Ritter, Freund von Romy Heiland                                                                                     |
| Sina Reiß            | Tilly Vogel     | 17, 19–  | 3–       | 2021–           | Assistentin von Romy Heiland, Tochter von Geli Vogel, Nichte von Peter und Marlies Holländer, Cousine von Ada und Ringo Holländer                                                  |

### Nebendarsteller
| Schauspieler        | Rolle                 | Episoden | Staffeln | Zeitraum  | Bemerkungen |
| ------------------- | --------------------- | -------- | -------- | --------- | --- |
| Helene Grass        | Johanna Knabe         | 2–6      | 1        | 2018      | Staatsanwältin                                                                                                   |
| Christoph Letkowski | Max Baerfeld          | 4–6      | 1        | 2018      | Rechtsanwalt, ehemaliger Kanzlei-Partner von Ben Ritter, Ex-Freund von Ada Holländer                             |
| Rolf Kanies         | Peter Holländer       | 9–12     | 2        | 2020      | Busfahrer, Ex-Mann von Marlies Holländer, Vater von Ada und Ringo Holländer, Onkel von Tilly Vogel               |
| Le-Thanh Ho         | Nayong Curtis         | 8–25     | 2–3      | 2020–2021 | Rechtsanwältin, Freundin von Ben Ritter                                                                          |
| Ellen Schlootz      | Jessica               | 24       | 3        | 2022      | Freundin von Paul Heiland                                                                                        |
| Anne Diemer         | Odette Santos         | 26–      | 4–       | 2023–     | Staatsanwältin                                                                                                   |
| Rike Eckermann      | Marlies Holländer     | 29, 38   | 4        | 2023      | Ex-Frau von Peter Holländer, Schwester von Geli Vogel, Mutter von Ada und Ringo Holländer, Tante von Tilly Vogel |
| Silke Matthias      | Angelika „Geli“ Vogel | 38       | 4        | 2023      | Schwester von Marlies Holländer, Mutter von Tilly Vogel, Tante von Ada und Ringo Holländer                       |

## DVD-Veröffentlichung
Deutschland
- Staffel 1 erschien am 22. Februar 2019